# Oscar Schellbach
Oscar (Felix Arno) Schellbach (* 16. Juli 1901 in Halle (Saale); † 20. Mai 1970 in Baden-Baden) war ein deutscher Autor, der für eine von ihm entwickelte Lebenslehre den Begriff „Mental-Positivismus“ prägte.

## Leben
Oscar Schellbach wurde im Sommer 1901 in Halle an der Saale als Sohn des Obst- und Gemüsehändlers Oscar Robert Wilhelm Schellbach und dessen Ehefrau Ida Bertha (geb. Imme) geboren. Über seine Jugendjahre und seine Ausbildung ist nichts bekannt.
Schellbach gründete 1921 in Hamburg das Institut „Schule des Erfolges“. 1925 schrieb er das Drehbuch und führte Regie beim Dokumentarfilm Betrügerische Medien der Vera-Filmwerke. Ab 1925 brachte er die Wochenzeitung Schellbach-Presse mit einer wöchentlichen Höchstauflage bis zu einer halben Million Exemplaren heraus. 1927 publizierte er das Buch Mein Erfolgssystem. Im Jahr darauf brachte er die Schallplattenserie Seelephonie heraus.
Ende der 1930er Jahre fand sein Fernlehrgang Redekunst von A–Z, eines der ersten systematischen und ausführlichen Rhetorik-Werke, große Verbreitung. Zwar waren Atemtechnik, Stimmübungen und gute Aussprache Inhalte des Kurses, im Grunde handelte es sich aber um ein vollständiges Konzept zur Persönlichkeitsbildung.
Schellbach war dreimal verheiratet. Ein Randvermerk im Geburtsregister nennt abweichend von anderen Fundstellen Tübingen als seinen Sterbeort (Eintrag Nr. 477/1970 Sterberegister Tübingen).

## Lehre
Mit dem „Mental-Positivismus“ entwickelte Schellbach eine Lebenslehre, die auf 16 geistigen Prinzipien (sog. Denkgesetzen) beruht. Damals fand seine Lehre eine weite Verbreitung. In Schellbachs Konzept spielt die Vokalatmung sowohl zur Verbesserung der rhetorischen Fähigkeit als auch als Mittel der Persönlichkeitsbildung eine wichtige Rolle, denn er empfiehlt deren tägliche Anwendung. Er empfahl auch die sogenannte Selbstbemeisterung bzw. Selbstbeeinflussung (Autosuggestion) und gehört zu den ersten Vertretern des mentalen Trainings.
Seine Ausführungen zur Kindererziehung, insbesondere das XVI. Kapitel Grundregeln positiver Kindererziehung in seinem Buch Mein Erfolgssystem, sind der Reformpädagogik zuzurechnen.
Der österreichische Skitrainer Baldur Preiml gibt an, dass er den Aufstieg Österreichs zur Skisprung-Nation Nummer eins im Jahre 1975 unter maßgeblicher Anwendung der Lebenslehre Schellbachs herbeigeführt habe.

## Weiterführung
Der deutsche Erfolgs- und Persönlichkeitstrainer Nikolaus B. Enkelmann war einige Jahre lang Leiter des Oscar-Schellbach-Instituts in Baden-Baden. Er war stark von Schellbachs Ansatz geprägt, den er modifizierte und weiterentwickelte.
Seit Schellbachs Tod versucht sein Sohn Hans Jürgen Schellbach, das Lebenswerk seines Vaters weiterzuführen.

## Zitate
„Man muß also innerlich formen und modellieren und ganz bewußt die Idee, das Urbild dessen schaffen, was werden soll.“ (Zur Autosuggestion)
„Da jeder Vorwärtsstrebende Wert darauf legen muß, auch durch sein Sprechen zur Geltung zu kommen, ist die Entwicklung der Stimme durch die Vokalatmung von größter Bedeutung.“
„Wer seine Kinder liebt, muß beseelt sein von dem Glauben, daß alle guten Eigenschaften in ihnen liegen, die er durch sein Beispiel und sein positives Verhalten wecken will. Ohne diesen Glauben verliert die beste Erziehungsmethode ihre Kraft.“
„Sei selber so, wie du dein Kind haben willst! Bedenke die suggestive Macht des Beispiels!“

## Veröffentlichungen (Auswahl)
- Mein Erfolgssystem. Das positive Leben in Theorie und Praxis, (1. Auflage: 1929) 32. Auflage, Freiburg im Breisgau 1995, ISBN 3-7626-0469-X.
- Siebenmal Lebenskunst. Glücklicher leben durch die Kraft des positiven Denkens, 4. Auflage, Freiburg im Breisgau 1987, ISBN 3-7626-0258-1.
- Werkstatt der Seele, Hamburg 1930.